# Torneo de Memphis 2011
El Torneo de Memphis es un evento de tenis ATP World Tour de la serie 500 que se juega entre el 14 y el 20 de febrero en Memphis (Estados Unidos).

## Campeones
- Individuales masculinos:  Andy Roddick derrota a  Milos Raonic por 7–6(6), 6–7(11), 7–5

- Dobles masculinos:  Max Mirnyi /  Daniel Nestor  derrotan a  Eric Butorac /  Jean-Julien Rojer por 6-2 6-7(6) 10-3